# Abu Bishr Matta ibn Yunus
Abū Bishr Mattā b. Yūnus al-Qunnāʾī (língua árabe: ﺍﺑﻮ ﺑﺸﺮ ﻣﺘﺎ ﺑﻦ ﻳﻮﻧﺲ ﺍﻟﻘﻨﺎﻱء; c. 870 - 940) foi um filósofo cristão que desempenhou um papel importante na transmissão das obras de Aristóteles para o mundo islâmico. É famoso por fundar a Escola de Bagdade de filósofos aristotélicos.

## Biografia
Recebeu treino no mosteiro de dayr Qunnā (daí o nome "al-Qunnāʾī"), uma instituição nestoriana não muito longe de Bagdade, que forneceu muitos altos funcionários para o Califado Abássida. Ensinou em Bagdade onde o filósofo muçulmano Al-Farabi e o filósofo cristão siríaco Yahya ibn Adi estavam entre os seus discípulos.

## Obras
Ele é mais conhecido pelas suas traduções para árabe das obras de Aristóteles e dos seus comentadores gregos. A maioria destas traduções foram feitas do siríaco para o árabe, mas a famosa bibliografia árabe Kitab-al-Fihrist menciona uma tradução da obra de Aristóteles, Elencos Sofísticos do grego para o siríaco. 
As traduções árabes do Corpus aristotelicum foram continuadas pelos seus estudantes, especialmente Yahya ibn Adi, tenso sido usados posteriromente por posteriores filósofos árabes como Avicena.
Abu Bishr escreveu vários comentários próprios a Aristóteles mas acabaram por perder-se.